# Nils Dencker
Läraren med samma namn, se Nils Dencker (folkhögskollärare)
Nils Dencker, född 14 december 1953, är en svensk matematiker.
Dencker disputerade 1981 vid Lunds universitet med Lars Hörmander som handledare. Han är professor i matematik vid Lunds universitet och hans forskningsområde är framför allt linjära partiella differentialekvationer.
Dencker invaldes 2008 som ledamot av Kungliga Vetenskapsakademien. År 2005 erhöll han Clay Research Award från Clay Mathematical Institute.